# Nolan Pillar
Nolan Pillar är en bergstopp i Antarktis. Den ligger i Västantarktis. Chile gör anspråk på området. Toppen på Nolan Pillar är 1 940 meter över havet.
Terrängen runt Nolan Pillar är platt åt sydost, men åt nordväst är den kuperad. Trakten är obefolkad. Det finns inga samhällen i närheten.